# Pinatjaimi
Pinatjaimi, ook gespeld als Pinatyaimi, is een dorp van het Aukaners-volk aan de Cottica-rivier in Marowijne in Suriname
Pinatjaimi ligt tegenover Lantiwei, van waaruit het ooit werd opgericht. Volgens de overlevering werd het gesticht door een koppel dat familieproblemen kreeg. De naam stamt van pina tyai mi uit het Aukaans en betekent armoede bracht me hier.
Voor de Binnenlandse Oorlog bevond zich er een school. Tijdens de oorlog werd het dorp licht beschadigd. De meeste inwoners vluchtten toen naar Frans-Guyana of Paramaribo.